# Provinsen South Carolina
Provinsen South Carolina, alternativt Kolonin South Carolina var en brittisk besittning i Nordamerika åren 1729-1776. Tidigare hade den ingått i Carolina-provinsen. Senare kom området i stället att utgöra den amerikanska delstaten South Carolina.

### Fotnoter
1. ↑  ”South Carolina” (på engelska). World Statesmen. http://www.worldstatesmen.org/US_states_S-U.html#South-Carolina. Läst 9 november 2015.